# Senat (I Rzeczpospolita)

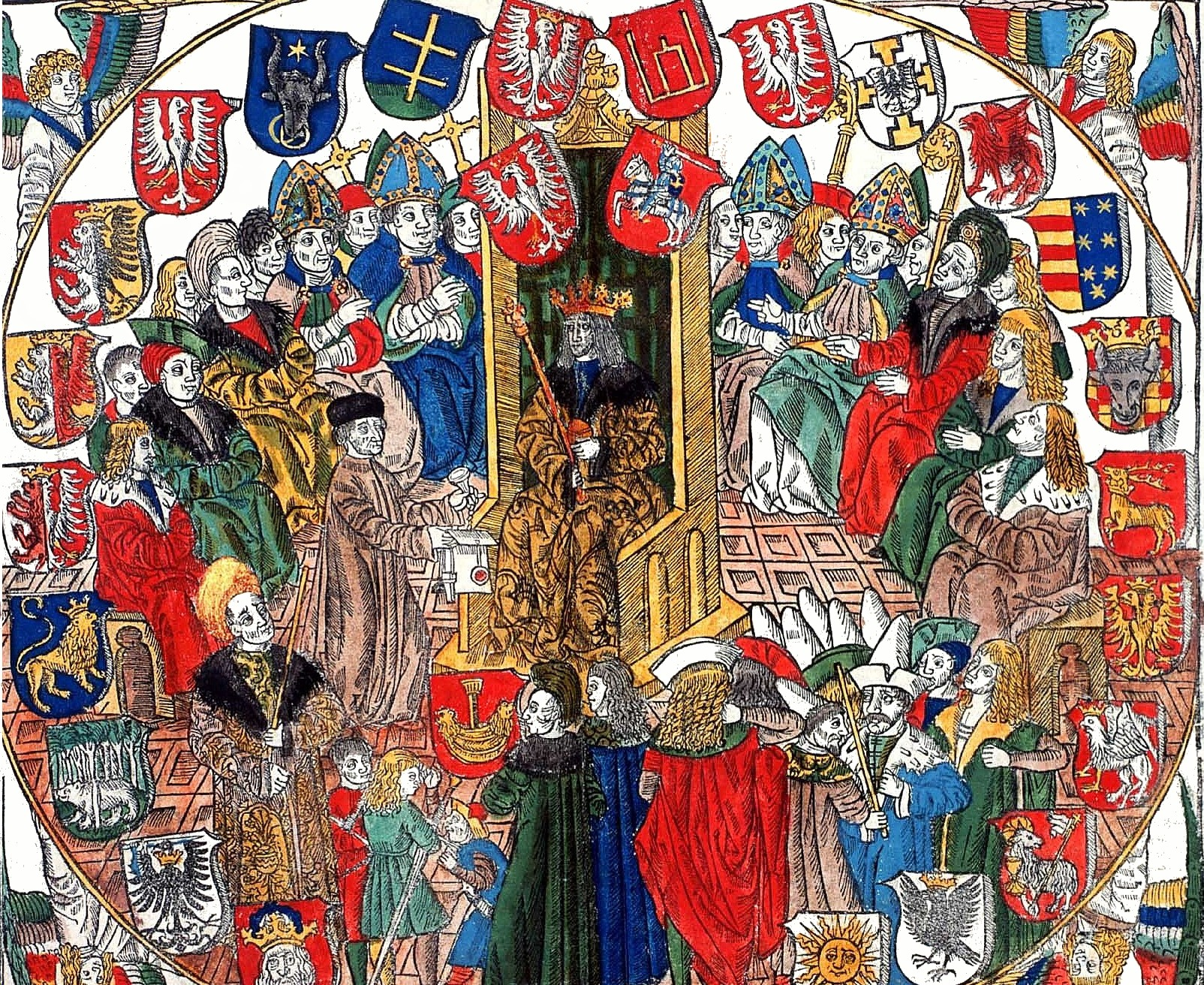
Senat i Aleksander Jagiellończyk

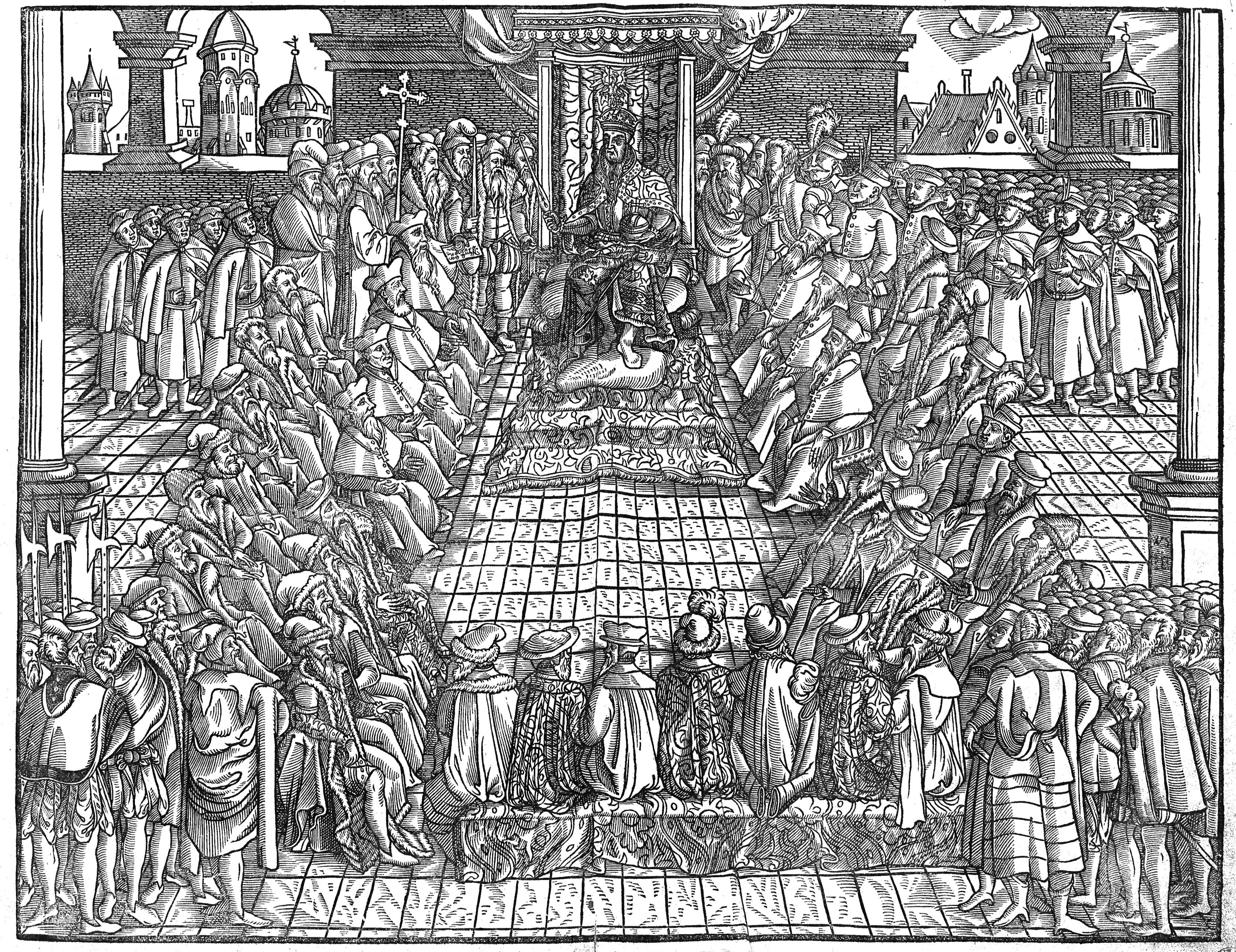
Sejm koronny za panowania Zygmunta II Augusta, grafika z dzieła Jana Herburta Statuta y Przywileie Koronne z 1570 roku, senatorowie duchowni i świeccy siedzą, posłowie ziemscy stoją z boku

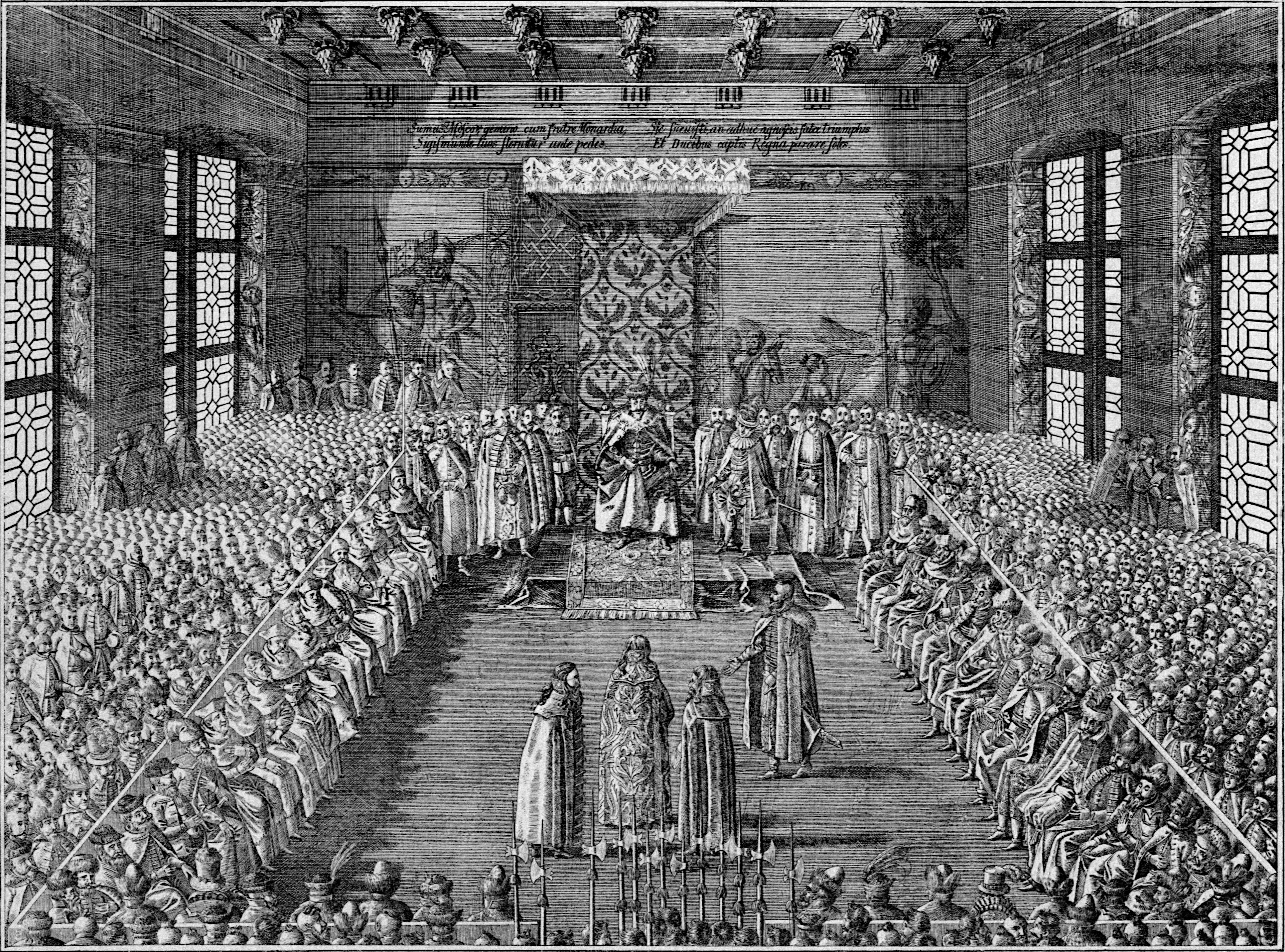
Sala Senatu na zamku w Warszawie

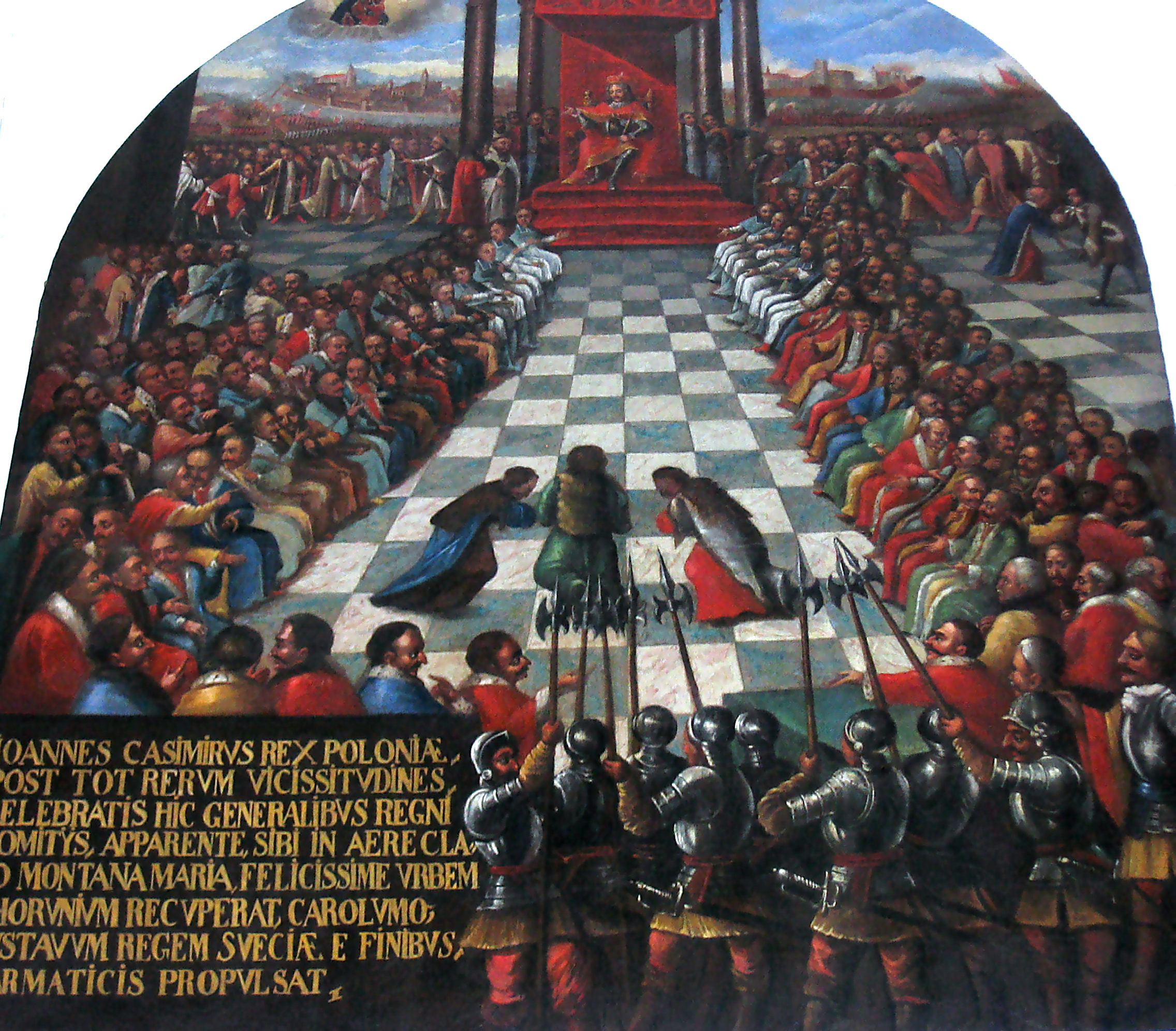
Rada Senatu przy Janie Kazimierzu na Jasnej Górze w 1661

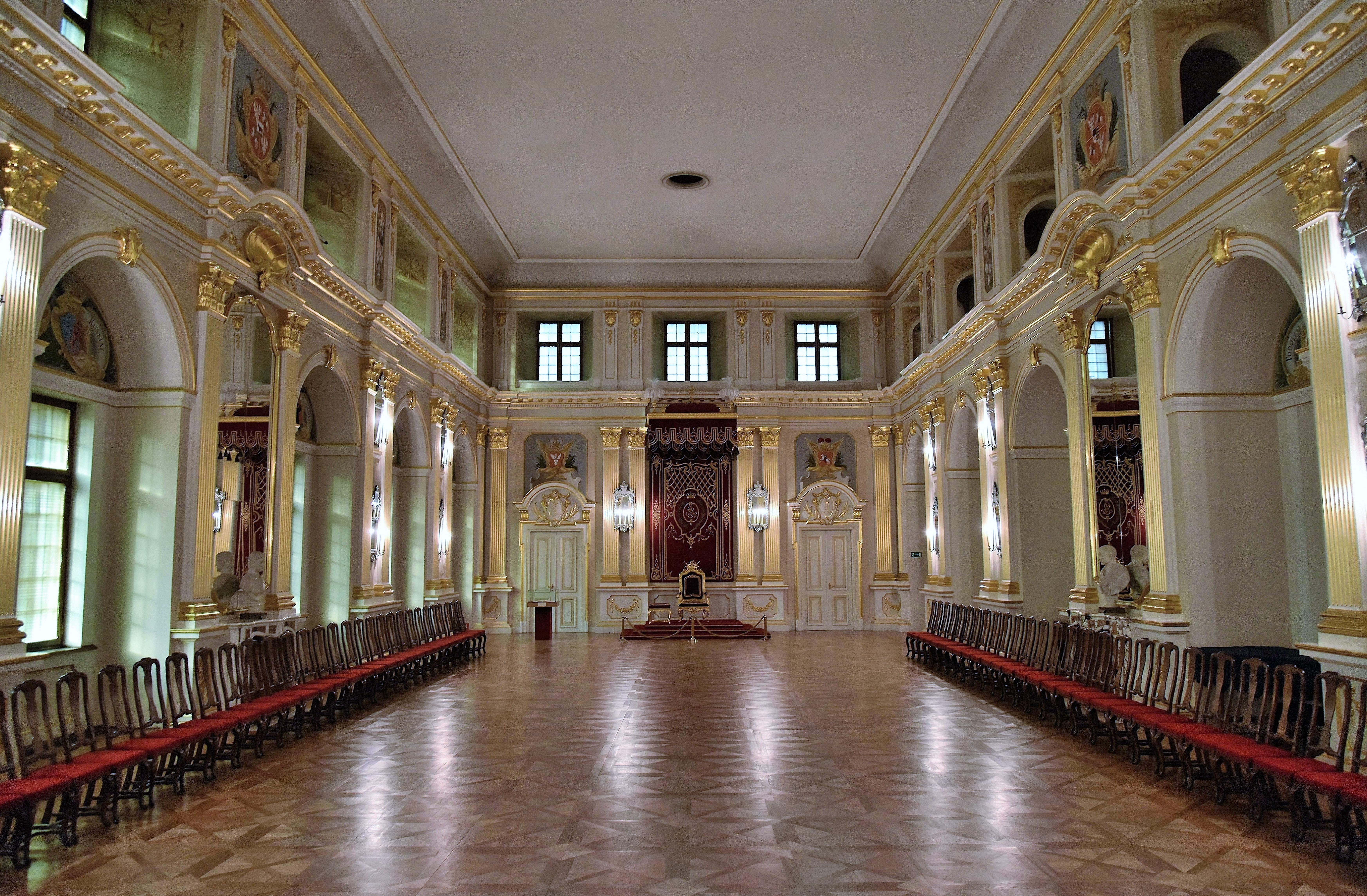
Sala Senatorska na Zamku Królewskim w Warszawie

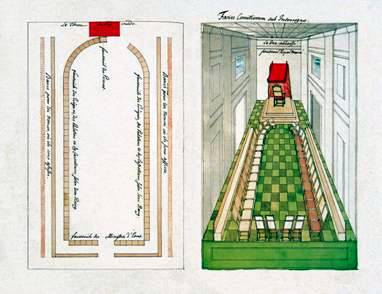
Sala senatorska w 1732 roku

Senat – izba wyższa dwuizbowego parlamentu I Rzeczypospolitej w latach 1493–1795. Ustrój Rzeczypospolitej Obojga Narodów określa się jako monarchię mieszaną. Organami władzy byli: monarcha, element arystokratyczny reprezentowany przez Senat oraz element demokratyczny reprezentowany przez Izbę Poselską. Senatorowie mieli wiodącą rolę w ustalaniu ostatecznych wyników wolnej elekcji.
Senat wyłonił się z rady królewskiej, będącej w XIV wieku organem doradczym króla Polski. Od roku 1493, a więc od zjazdu w Piotrkowie, wobec przeistoczenia się reprezentacji sejmików ziemskich w osobną Izbę Poselską - Senat, obok króla i Izby Poselskiej był jednym z trzech stanów sejmujących Rzeczypospolitej. W czasie panowania w Polsce władców z dynastii saskiej wiele decyzji podejmowanych zwykle przez sejm stanowiono na radach Senatu.

## Skład
W 1569 roku w wyniku unii lubelskiej do Senatu weszli dostojnicy litewscy. W skład Senatu weszło dożywotnio 140 najwyższych dygnitarzy Rzeczypospolitej (urzędy senatorskie), zasiadających w ustalonym porządku starszeństwa. Obradom Senatu formalnie przewodniczył król za pośrednictwem marszałka wielkiego koronnego. Na czele tej izby stał arcybiskup gnieźnieński, prymas Polski jako najwyższy senator w państwie. Prymas jako przewodniczący Senatu mógł dysponować instytucjami ustawodawczymi. Mógł też zgromadzić Senat na prywatne narady także pod nieobecność króla. Król miał decydujący wpływ na skład Senatu, mogąc swobodnie obsadzać krzesła senatorskie. Wybory biskupów przez kapituły ograniczały się do zaakceptowania wysuniętego przez monarchę kandydata.
Senatorowie wyrażali swoje opinie poprzez tzw. vota senatorskie, które uwzględniał król (w jego imieniu kanclerz wielki koronny) formułując konkluzję, która była oficjalnym stanowiskiem Senatu.
Posiedzenia Senatu zwoływano w tym samym czasie, co sesje sejmu walnego. W okresach pomiędzy sesjami sejmowymi król odbywał rady senatu (łac. senatus consilia), na których uchwalano tzw. senatus consulta, które odczytywano na pierwszej sesji nowego Sejmu.
Artykuły henrykowskie wprowadziły instytucję 16 senatorów rezydentów, z których czterej mieli być stale obecni przy boku króla dla jego kontroli. W 1641 liczbę senatorów-rezydentów zwiększono do 28. W XVIII w., wobec paraliżu prac sejmowych, rady senatu przejęły w praktyce znaczną część uprawnień sejmu i to na nich zapadał szereg decyzji państwowych.
Król w izbie senatorskiej faktycznie decydował o najważniejszych sprawach państwa, m.in. o wojnie i polityce zagranicznej. Senat, jako izba wyższa opiniował projekty konstytucji sejmowych, przedkładane mu przez izbę poselską, które następnie wracały tam z poprawkami senackimi pod głosowanie.

## Senat w czasach konstytucji z 3 maja 1791

### Skład senatu
Powstały na mocy Konstytucji 3 maja z 1791 senat, obradował pod przewodnictwem króla, a w jego skład wchodzili wojewodowie, kasztelanowie, biskupi i ministrowie; łącznie 132 członków. Na obsadę stanowisk senatorskich wpływ miały sejmiki. Zgodnie z uchwaloną 16 maja 1791 ustawą o sejmikach, po śmierci Stanisława Augusta jego następcy mieli dokonywać nominacji senatorskich spośród podwójnej liczby kandydatów wysuniętych przez sejmiki. Zasadniczo zmieniło to sposób powoływania senatorów odchodząc od dożywotniego mianowania na rzecz obieralności.

### Kompetencje i sposób podejmowania decyzji
Kompetencje senatu zostały znacznie ograniczone. Senat stracił prawo inicjatywy ustawodawczej, a przy uchwalaniu ustaw przez sejm miał tylko prawo veta zawieszającego zakresie spraw politycznych, cywilnych i karnych. Co w praktyce oznaczało, że w przypadku nieprzyjęcia projektu przez senat, ostateczną decyzję podejmowała izba poselska następnej kadencji. W innych kwestiach po podjęciu uchwały przez izbę poselską, sprawę przesądzało ostatecznie większością głosów posiedzenie obu izb połączonych. Na Sejmie konstytucyjnym, który był przewidziany co 25 lat w celu dokonania rewizji konstytucji, senat miał pełnić rolę „rady starszych”, której opinia nie była wiążąca dla izby poselskiej.
W sądzie sejmowym senatorowie uczestniczyli w sądach przy królu jako asesorzy, w niektórych sprawach sądzili wraz z deputatami z Izby Poselskiej.

### Zasadnicze zmiany w funkcjonowaniu
Zasadniczą zmianą w funkcjonowaniu senatu zawartą w Konstytucji z 1791, było wprowadzenie kadencyjności. Sejm miał być „zawsze gotowy” do zwołania. Oznaczało to wprowadzenie dwuletniej kadencji parlamentu, podczas której posłowie zachowywali swe mandaty, przez co mogli być w każdej chwili zwołani na sesję nadzwyczajną.
Na mocy Konstytucji z 1791 pozycja izby wyższej parlamentu została znacznie ograniczona w stosunku do izby poselskiej, nie mniej jednak wprowadziła szereg zmian w organizacji Senatu, nadając tej instytucji nowożytny charakter. 

## Sala obrad senatu
Sala senatu znajdowała się w Zamku Królewskim w Warszawie. Mieściła się na pierwszym piętrze, na które wchodziło się schodami zwanymi Wielkimi. Znajdował się tam, na trzystopniowym podwyższeniu, tron z baldachimem dla króla - pierwszego wśród równych (primus inter pares). Po bokach sali, w dwóch rzędach, stały krzesła z aksamitnym obiciem dla senatorów, a na wprost króla - dla jego ministrów, na prawo koronnych, na lewo litewskich. Również naprzeciw krzesła tronowego znajdowała się loża królowej zakryta drewnianą kratką. Tuż za fotelem władcy były drzwi do pokoi królewskich.